# マーク・シュライバー
マーク・シュライバー（Mark Schreiber、1948年 - ）は、アメリカ合衆国出身のフリーライター。

## 経歴
1965年、米軍人の家族として来日。国際基督教大学を卒業後、そのまま日本国内で就職し1970年代にフリーライターとして独立。
ジャパン・タイムズでタブロイド翻訳コーナー「TOKYO CONFIDENTIAL」を担当していたが、2008年に毎日デイリーニューズWaiWai問題で表面化した、日本人の性的な行動を強調するような低俗かつ誇張や虚構に基づく内容の週刊誌記事などを多数英訳し、コラムとして掲載していたことが露顕。日本人（特に日本人女性）が異常な性癖を持っているとのステレオタイプを広めるのを促進したとして、毎日デイリーニューズのライアン・コネルらと共に批判を受けた。その後の調査で、これらの記事の殆どが無断で翻訳されたものであったことが明らかになっている。

## 著書
- 「タブロイド・トーキョー」シリーズ（ライアン・コネル他との共著。また、ロバート・ホワイティングが紹介文を書いている。講談社インターナショナル発行）

1. 2005年9月発売 ISBN 9784770028921
2. 2007年4月発売 ISBN 9784770030603

第3弾（ISBN 9784770030856）も2008年9月に発売予定であったが、発行元は「内容があまりに低俗」と判断し、出版を中止した。
『タブロイド・トーキョー』、『タブロイド・トーキョー２』は後に著作権侵害が発覚し、出荷停止となった。